# Ебергард Ферстль
Ебергард Ферстль (нім. Eberhard Ferstl, 16 січня 1933 — 8 жовтня 2019) — німецький хокеїст на траві.
Бронзовий призер Олімпійських Ігор 1956 року, учасник 1960 року.